# 乔丹·斯托尔兹
乔丹·斯托尔兹（英語：Jordan Stolz，2004年5月21日—）生于威斯康辛州西本德，是一名美国男子速度滑冰运动员，主攻短距离和中距离项目。他在五岁时观看2010年温哥华冬奥滑冰选手的表现后，便开始在一个结冰的池塘上开始练习滑冰。这之后他开始展现自己在滑冰方面的才能，7岁时，一位教练看中了他，并帮他调整了冰刀。他于2021年加入成年国家队，并在同年12月完成个人的成年组世界杯分站赛首秀。2023年，他在世界速度滑冰锦标赛上夺得男子500公尺、男子1000公尺和男子1500公尺三个项目的冠军，成为历史上首位在单届速度滑冰世锦赛上拿下三个个人项目冠军的男选手。